# Wilhelm Fenner
Wilhelm Siegwart Fenner (* 14. April 1891 in Sankt Petersburg; † 25. Juli 1961 in Bad Godesberg) war ein deutscher Kryptoanalytiker, der vor und während der Zeit des Zweiten Weltkriegs in der Chiffrierabteilung des Oberkommandos der Wehrmacht (OKW/Chi) die Hauptgruppe Kryptanalyse leitete, die mit der Entzifferung des gegnerischen Nachrichtenverkehrs betraut war. Später war er Angehöriger des Bundesnachrichtendienstes.

## Leben

### Vor 1914

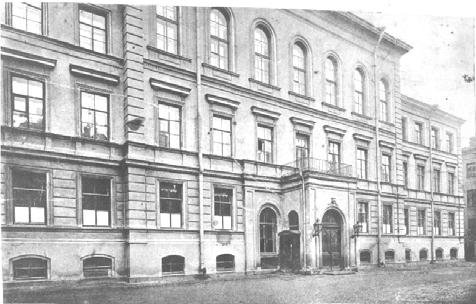
Die Annenschule in St. Petersburg (1912)

Wilhelm wurde am 14. April 1891 in Sankt Petersburg geboren. Er war das sechste von sieben Kindern seiner Eltern Heinrich Gottlieb Fenner (* 16. Januar 1832; † 21. November 1900) und Charlotte Georgine Fenner, geb. Michaelsen. Sein älterer Bruder war der spätere Gestapobeamte Heinz Fenner. Sein Vater war „anordnender Redakteur“ der St. Petersburger Zeitung, einer in der damaligen russischen Hauptstadt erscheinenden deutschsprachigen Tageszeitung. Nach zweijährigem Hausunterricht besuchte er ab 1899 die evangelisch-lutherische Annenschule (siehe Bild) und legte schließlich im Mai 1909 dort sein Abiturientenexamen mit Auszeichnung ab. Im Herbst 1910 immatrikulierte er sich an der Königlichen Technischen Hochschule zu Berlin (TH) in Berlin-Charlottenburg und studierte konstruktiven Ingenieurbau. Im Sommer 1914 legte er dort sein Kandidatenexamen ab.

### 1914–1933
Mit Ausbruch des Ersten Weltkriegs musste er sein Studium abbrechen und arbeitete für kurze Zeit bei Siemens, bevor er am 1. Dezember 1914 zum Militärdienst einberufen wurde. Nach Kriegsende, nun im Range eines Leutnants, blieb er noch bis zum 9. Februar 1920 beim Militär. Etwas mehr als ein Jahr später bekam sein beruflicher Werdegang eine entscheidende Wendung, als er im Frühjahr 1921 Peter Novopaschenny kennenlernte, einen ehemaligen russischen Kapitän zur See der zaristischen Marine und Professor für angewandte Taktik. Novopaschenny bat ihn um Hilfe bei der geplanten Übersiedlung nach Berlin und vertraute Fenner an, dass er während des Krieges als Direktor des russischen kryptanalytischen Dienstes erfolgreich gegen die deutsche Ostseeflotte gearbeitet hatte und er beabsichtige, seine Erfahrungen nun dem deutschen Generalstab zur Verfügung zu stellen. Noch im selben Jahr stellte Fenner die Verbindung her und kam so selbst zum ersten Mal mit der Kryptanalyse in Kontakt. Er arbeitete nun, unter Anleitung seines „Lehrmeisters“ Novopaschenny und zusammen mit ihm erfolgreich am Bruch russisch/sowjetischer militärischer Chiffren. Dabei kamen Fenner seine exzellenten Sprachkenntnisse von Deutsch und Russisch zu Nutze, während Novopaschenny, zwar exzellenter Kryptoanalytiker, kaum Deutsch sprach.
In der Folge führte Fenner eine einheitliche und saubere Fachterminologie ein und legte so einen ersten wichtigen Grundstein für weitere Erfolge seines neuen Arbeitgebers. Im Herbst 1922 wurden er und Novopaschenny nicht nur offiziell als Mitarbeiter der Chiffrierstelle (Chi-Stelle) der Reichswehr übernommen, sondern Fenner wurde zugleich die Leitung der Kryptanalyse mit elf Mitarbeitern anvertraut. Innerhalb der nächsten Jahre veränderte Fenner die Arbeitsweise seiner Gruppe wesentlich. Aus einem etwas chaotischen Haufen von kreativen „Genies“ formte er eine analytisch denkende, systematisch arbeitende und disziplinierte Einheit von mehr und mehr erfahrenen Codebrechern. Seine Maßnahmen fruchteten und die Anzahl der erfolgreich „geknackten“ Kryptogramme stieg stetig an. Ebenso wuchs die Personalstärke und Fenner ließ es sich nicht nehmen, Neuankömmlinge selbst zu schulen und sein eigenes, inzwischen enorm gewachsenes kryptanalytisches Wissen, an sie weiterzugeben. Gleichzeitig verlor er aber durch seine Führungsaufgaben immer mehr den Kontakt zur eigentlichen Entzifferungsarbeit.
Am 1. April 1927 wurde er zum Regierungsrat ernannt. Neben seinen Führungsaufgaben intensivierte er die Kontakte und die Zusammenarbeit zu befreundeten ausländischen Chiffrierstellen in Österreich, Ungarn und Finnland, später auch zu Italien, Spanien und Estland. Er schulte auch deren Mitarbeiter, und verfasste zwei Abhandlungen über die Kryptanalyse, nämlich „Grundlagen der Entzifferung“ sowie „Beitrag zur Theorie der Schieber“. Darüber hinaus befasste er sich mit der damals bereits von der Reichswehr versuchsweise eingesetzten Enigma, zeigte kryptographische Schwächen und daraus folgende Entzifferungsmöglichkeiten auf, und machte Vorschläge zur Verbesserung der Maschine.
Am 17. Februar 1928 nahm er an einer wichtigen Besprechung im Reichswehrministerium (RWM) teil. Thema war die Konstruktion der zukünftigen Enigma I (sprich: „Enigma eins“), die für militärische Anwendungen vorgesehen war. Gastgeber war das RWM, das Vertreter der Enigma-Herstellerfirma, der Chiffriermaschinen AG (ChiMaAG), eingeladen hatte. Neben Fenner waren noch zwei weitere Kryptoanalytiker des RWM anwesend: Major Georg Schröder und Oberleutnant Walther Seifert. Die ChiMaAG war vertreten durch Elsbeth Rinke und Willi Korn. Aus unbekannten Gründen nahm Arthur Scherbius hier nicht teil, der zehn Jahre zuvor (1918) die Enigma erfunden hatte.
Wichtigster Tagesordnungspunkt war die genaue Ausgestaltung des Steckerbretts für die Enigma I, das als geheimes Zusatzelement die kryptographische Sicherheit stärken sollte. Nachdem es bereits kurz zuvor eine erste Version davon gegeben hatte, mit der 400 Enigma-Serienexemplare gefertigt worden waren (Seriennummern A366–A765), hatte die Reichswehr jedoch dieses Konzept verworfen. Daraufhin hatte die ChiMaAG eine zweite Version erarbeitet und diese dem RWM in einer Besprechung am 7. Februar 1928 vorgeschlagen. Diese wurde jedoch als zu kompliziert und fehlerträchtig erkannt und deshalb ebenso verworfen. Das RWM selbst erarbeitete eine dritte Variante und präsentierte sie nun der ChiMaAG. Diese Ausgestaltung des Steckerbretts wurde kurz darauf, am 9. August 1928, von der Reichswehr exklusiv für die militärisch genutzten Enigma-Maschinen eingeführt. Am 1. Juni 1930 wurde dieses Modell offiziell unter der militärischen Bezeichnung „Enigma I“ in Dienst gestellt und später von der Wehrmacht so übernommen.

### 1933–1945
Nach der nationalsozialistischen „Machtergreifung“ im Januar 1933 wurden die Zeiten auch für die Chiffrierstelle zunehmend unruhiger. Sie spürte nun die Konkurrenz durch neugegründete rivalisierende Institutionen, wie dem seit April 1933 neu existierenden „Forschungsamt“ (FA). An dieses, zunächst als „privater Nachrichtendienst“ des kurz darauf zum Reichsluftfahrtminister ernannten Hermann Göring gegründete Amt, verlor die Chiffrierstelle viele fähige Mitarbeiter, die sich in der neuen Organisation bessere Karrierechancen erhofften. Fenner sah sich genötigt, die entstandenen Personallücken durch Neulinge aufzufüllen, wobei gezwungenermaßen immer mehr der Begriff „Haltung“ wichtig wurde. Nachdem Fenner bereits im Sommer 1933 zum Oberregierungsrat ernannt worden war, wurde er im Sommer 1938, kurz nach Einrichtung des Oberkommandos der Wehrmacht und der damit verknüpften Umbenennung der Chiffrierstelle in „Chiffrierabteilung des Oberkommandos der Wehrmacht“ (OKW/Chi), zum Ministerialrat befördert. Ihm gelang es, der für OKW/Chi schädlichen Personalabwerbung entgegenzuwirken, indem er für seine fähigsten und loyalen Mitarbeiter die Laufbahn als „höhere Wehrmachtbeamte“ schuf. Dies musste durch den Chef des Oberkommandos der Wehrmacht, Wilhelm Keitel, genehmigt werden, was zum Jahreswechsel 1938/39 geschah.

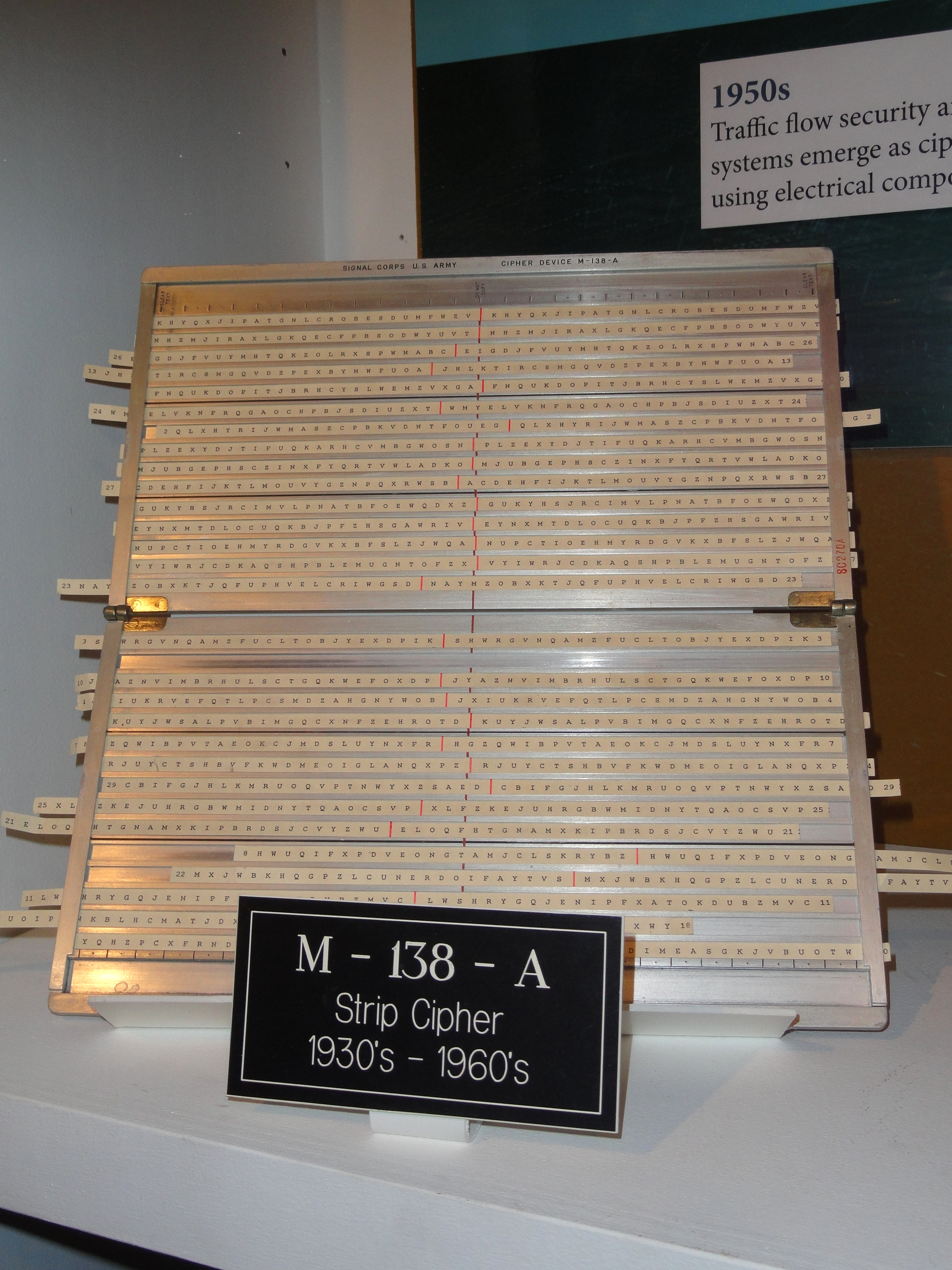
Der US-amerikanische Streifenschieber M-138-A verkörpert eins der Verfahren, die OKW/Chi erfolgreich brechen konnte

Die Personalstärke der Chiffrierabteilung war bis zum Jahr 1939 auf inzwischen rund 200 Mitarbeiter angestiegen, nachdem sie nur zwei Jahre zuvor noch bei nur etwa 40 lag. In den nun folgenden Kriegsjahren bis 1944 vervierfachte sie sich auf 800. Die Kriegszeit verlief für Fenner und seine Mitarbeiter im OKW/Chi zunächst vergleichsweise ruhig und erfolgreich. Das Rohmaterial, in Form abgefangener Funksprüche, sprudelte reichlich und ihnen lag Stoff in mehr als ausreichender Menge vor, nicht selten mehrere hundert Nachrichten am Tag, so dass sie sich auf die wichtigsten Vorhaben konzentrieren und vergleichsweise unwichtige Quellen ignorieren mussten. Es gelangen ihnen wichtige Entzifferungserfolge, beispielsweise gegen Frankreich, die 1940 wesentlich zum schnellen Sieg der Wehrmacht im Westen („Fall Rot“) beitrugen. Auch polnische, russische und jugoslawische Verfahren konnten entziffert werden.
Gegen Ende des Jahres 1943 hingegen verschlechterten sich zusehends nun auch für alle Mitarbeiter von OKW/Chi die Arbeits- und Lebensbedingungen in Berlin als sich der Bombenkrieg immer stärker auch der deutschen Hauptstadt näherte. Die Arbeitsräume wurden zum großen Teil zerstört und auch viele Mitarbeiter verloren ihre Wohnungen durch Bomben. Sie mussten nun provisorisch nächtigen und tagsüber ungeschützt im Freien arbeiten, wodurch natürlich die Leistungsfähigkeit von OKW/Chi extrem litt. Fenner beschreibt, dass sie kaum ein Drittel, zuweilen nur ein Viertel ihres gewohnten Pensums leisten konnten. Gegen Ende des Krieges musste sich Fenner sogar persönlicher Angriffe erwehren, als ihm Beteiligung am Attentat vom 20. Juli 1944 vorgeworfen wurde. Im Februar 1945 waren die Arbeitsbedingungen in Berlin so katastrophal geworden, dass OKW/Chi ins sächsische Halle an der Saale verlegt wurde. Nur zwei Monate später, Mitte April, war es auch hier nicht mehr sicher und es begann die allgemeine Auflösung.

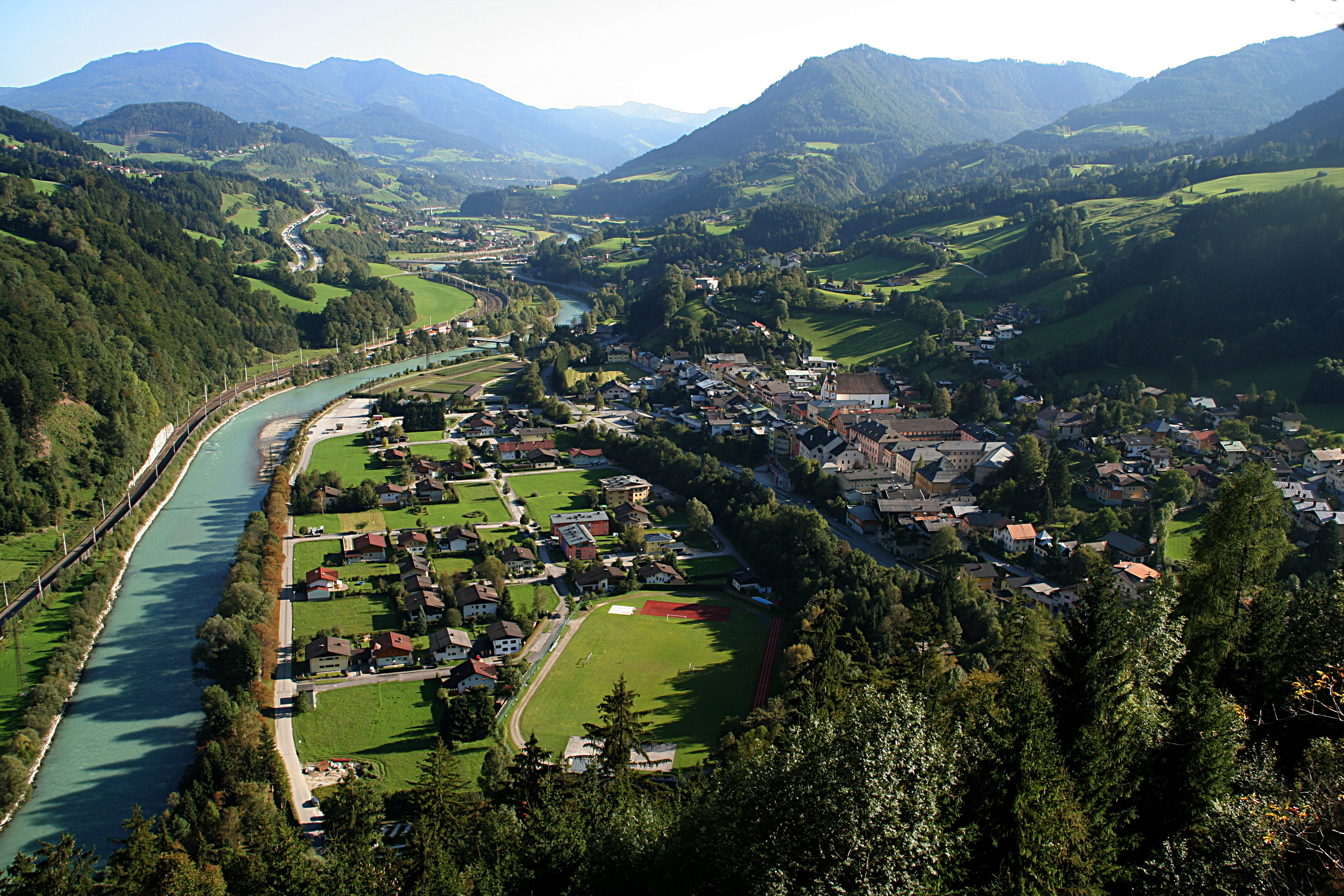
Werfen an der Salzach war der letzte Standort von Fenners Gruppe

Während sein Abteilungschef, Oberst Kettler, sowie der Chef der Hauptgruppe A, Oberstleutnant Mettig, und auch einer seiner fähigsten Mitarbeiter, der Leiter der Gruppe IV, Hüttenhain, sich nach Norden wandten (siehe auch: Rückzug des OKW 1945), floh Fenner mit einem Teil seiner Mitarbeiter nach Süden. Am 23. April 1945 wurde OKW/Chi offiziell aufgelöst und das Personal dem General der Nachrichtenaufklärung (GdNA) unterstellt. Kurz bevor die amerikanische Armee ihren Standort bei Werfen (etwa 40 km südlich von Salzburg) erreichte, verbrannten sie ihre Unterlagen oder warfen sie in die Salzach. Mit der Kapitulation der Wehrmacht am 8. Mai 1945 erlosch das Dienstverhältnis für alle ehemaligen Mitarbeiter des OKW. Fenner zog nach Landshut und fand im benachbarten Straubing eine Beschäftigung als Fahrrad- und Kfz-Mechaniker.

### Nach 1945
Im Juli 1946 wurde er als Zeuge zum Nürnberger Kriegsverbrechertribunal geladen und im August ins „Haus Alaska“ überstellt, einer Einrichtung der US-amerikanischen Armee in Oberursel (nahe Frankfurt am Main), in der ranghohe Deutsche interniert wurden. Fenner wurde intensiv durch die Army Security Agency (ASA) verhört und verfasste eine Reihe von Berichten über sein Leben und seine Tätigkeit, unter anderem eine autobiographische Abhandlung, deren Übersetzung im TICOM-Archiv (siehe auch: Weblinks) unter DF-187 The Career of William Fenner mit dem Vermerk TOP SECRET abgelegt wurde. Diese Dokumente sind erst seit wenigen Jahren öffentlich zugänglich.
In der Zeit von 1957 bis 1959 war er beim Bundesnachrichtendienst angestellt (Einkommensgruppe III).
Wilhelm Fenner war seit dem 11. Januar 1922 mit Elise Sophie Katharine von Blanckensee verheiratet, einer Tochter des früheren preußischen Generalmajors Peter von Blanckensee. Sie hatten zwei Kinder, einen Sohn, Siegwart Heinrich (* 28. Januar 1923), der als Leutnant am 19. Februar 1945 fiel, und eine Tochter, Ilse Fredericki (* 24. Juli 1928).

## Schriften
- Die Geschichte der Chiffrierabteilung. Bericht im Auftrag des Chefs der Ag WNV, Januar 1945.